# Franz Brehm
Franz Brehm (* 20. November 1861 in Chiesch; † 28. Juli 1941 ebenda) war Landtagsabgeordneter der Alldeutschen Partei im Böhmischen Landtag.

## Leben
Brehm besuchte das Gymnasium in Brüx. Nach Ablegung seiner Matura zog er nach Prag, um Medizin zu studieren. Dort schloss er sich 1881 der Burschenschaft Teutonia Prag an. Nach Beendigung seines Studiums arbeitete er als Praktischer-Arzt und Distriktarzt in Chiesch. Von 1899 bis 1906 wurde er als Landtagsabgeordneter für die Alldeutsche Vereinigung in den Böhmischen Landtag gewählt. Er wurde zum Vizepräsidenten der Deutschen Sektion der Ärztekammer Böhmens ernannt und war außerdem Obmann des Deutschen Kulturverbandes. Von 1919 bis 1931 übte er das Amt des Bürgermeisters von Chiesch aus. Brehm wurde für seine Verdienste die Ehrenbürgerwürde von Chiesch verliehen.

## Quelle
- Helge Dvorak: Biografisches Lexikon der Deutschen Burschenschaft. Band 1: Politiker. Teilband 1: A–E. Winter, Heidelberg 1996, ISBN 3-8253-0339-X, S. 130.

| Personendaten    | Personendaten                            |
| ---------------- | ---------------------------------------- |
| NAME             | Brehm, Franz                             |
| KURZBESCHREIBUNG | deutscher Politiker (Alldeutsche Partei) |
| GEBURTSDATUM     | 20. November 1861                        |
| GEBURTSORT       | Chiesch                                  |
| STERBEDATUM      | 28. Juli 1941                            |
| STERBEORT        | Chiesch                                  |